# Опеньок цегляно-червоний
Опеньок цегляно-червоний, опеньок цегляно-оранжевий несправжній (Hypholoma lateritium, Hypholoma sublateritium (Schaeff.) P. Kumm.) — вид неїстівних грибів роду гіфолома (Hypholoma) родини строфарієві (Strophariaceae). Гриб класифіковано у 1871 році.

## Будова
Шапинка 3-10 (12) см в діаметрі, щільна, м'ясиста, напівкуляста, потім опукло- чи плоско-розпростерта, в центрі більш яскравіша, оранжево- чи цегляно-червона, інколи світло-червонувато-коричнева, по краю з білими волокнистими залишками покривала.
Гіменофор пластинчастий. Пластинки прирослі, часті, широкі, білуваті, сіруваті, брудно-жовті, потім оливково-бурі. 
Ніжка 8-12 х 0,5-1,2 см, тонка, тверда, волокниста, зверху брудно-біла, нижче жовтувата, біля основи іржаво-коричнева.
М'якоть щільна, в шапинці і верхній частині ніжки кремова, жовтувата, в нижній частині ніжки коричневата, гірка, без запаху.
Спори 6-8 х 3-4 мкм, еліпсоподібні, темно-бурі, гладкі. Споровий порошок червонувато-коричневий.

## Поширення та середовище існування
Поширений по всій території України. Росте тісними групами на старих пеньках, гнилих гілках в листяних і мішаних лісах. Плодові тіла утворює у вересні — листопаді.

## Практичне використання
Неїстівний. При вживанні спричиняє, інколи тяжкі, шлунково-кишкові розлади, які, зазвичай, швидко закінчуються одужанням. Схожий на їстівний опеньок хибний сіропластинчатий та на отруйний опеньок сірчано-жовтий (H. fasciculare), відрізняється від них цегляно-червоним кольором центральної частини шапинки. В Європі також вважається неїстівним через гіркий смак. Хоча в США вважається звичайним їстівним грибом, що може пояснюватись іншими географічними умовами.